# 신성한 나무의 씨앗
"신성한 나무의 씨앗"(페르시아어: دانه‌ی انجیر معابد)은 2024년 개봉한 드라마 영화이다. 모함마드 라술로프가 감독과 각본을 맡았다. 마흐사 아미니 시위를 다룬 작품으로, 이로 인해 라술로프 감독은 이란 당국으로부터 8년형을 선고 받았으며 이를 피해 국외로 망명하였다. 2024년 칸 영화제 특별각본상 수상작이자 황금종려상 경쟁 후보작이다. 제97회 아카데미상 국제영화상 후보작으로, 독일에서 후보로 제출했다.

## 줄거리
이만은 신실하고 정직한 변호사로, 아내 나즈메와 두 딸 레즈반, 사나와 함께 살아간다. 그는 최근 테헤란 혁명법원 조사판사로 임명되며, 아내가 원하던 더 높은 급여와 넓은 아파트를 얻게 된다.
전국적으로 독재 정권에 반대하는 시위가 확산되는 가운데, 이만은 자신이 법률 지식을 바탕으로 사건을 조사하기 위해 고용된 것이 아님을 깨닫는다. 그는 상관들이 제시한 판결문을 증거 검토 없이 승인해야 하며, 그 안에는 사형 판결도 포함되어 있다. 이전 판사는 이를 거부했다가 해고되었다는 사실도 알게 된다. 그의 직무는 익명으로 유지되어야 하며, 친구나 가족에게도 내용을 밝히지 말라는 명령을 받는다. 정부는 가족 보호용으로 권총을 지급하지만, 이만은 제대로 다룰 준비가 되어 있지 않고, 안전하게 보관하지도 못한다.
어느 날, 레즈반의 친구 사다프가 거리 시위 중 얼굴에 총상을 입고 쓰러지자, 나즈메와 딸들은 그녀를 아파트로 데려와 응급 처치를 한다. 이들은 이 사실을 이만에게 숨긴다. 그러나 곧 사다프는 체포된다. 독실한 신앙을 가진 나즈메는 딸들에게 시위에 참여하는 친구들과의 관계를 끊으라고 조언하며 가족 간의 긴장이 생긴다.
시위가 격화되면서 이만은 매일 수백 건의 판결서에 서명해야 하는 압박에 시달린다. 레즈반과 사나는 SNS를 통해 시위 현장을 지켜보며 충격을 받는다. 결국 어느 날 저녁, 레즈반은 아버지에게 공개적으로 반항하고, 이만은 그녀의 여성주의적 사고를 “적의 선전”이라며 강하게 몰아붙인다.
한편, 이만의 권총이 사라지고, 그는 가족 중 누군가가 가져갔다고 의심하기 시작한다. 그는 아내와 두 딸을 동료 알리레자에게 데려가 심문을 받게 한다. 그는 "이제는 가족도 믿을 수 없어 집에서도 안전하지 않다"고 말하며 이를 정당화한다. 결국 이만의 이름, 사진, 주소가 SNS에 유출되고, 가족의 안전을 위해 고향 산골에 있는 어린 시절 집으로 피신한다. 출발 전, 동료는 분실한 권총을 대신할 무기를 그에게 건넨다. 이동 중 만난 한 커플이 이만을 알아보자, 그는 그들을 위협하며 차로 밀어붙인다. 차 안에서 사나는 언니에게 자신이 권총을 가지고 있다고 고백한다.
고향집에 도착한 이만은 가족을 “재판”에 부치고, 캠코더로 심문하며 자백을 강요한다. 레즈반은 어머니와 동생을 지키기 위해 거짓 자백을 한다. 이만은 레즈반과 나즈메를 감금하고, 사나는 권총을 가지고 탈출한다. 함정을 파 놓고 이만을 창고에 가둔 뒤 어머니와 언니를 구출한다. 그러나 이만은 탈출해 뒤쫓고, 폐허가 된 마을에서 추격전이 벌어진다. 결국 이만은 나즈메를 붙잡고, 그녀의 비명이 사나와 레즈반을 그곳으로 이끈다. 사나는 아버지를 향해 총을 겨누지만 망설이다가 발밑을 향해 방아쇠를 당긴다. 땅이 꺼지며 이만은 낭떠러지로 추락한다.
영화는 머리카락을 드러내고 히잡을 흔드는 여성들이 거리에서 시위하는 실제 모바일 영상으로 마무리된다.

## 출연

### 주연
- 미사그 자레 : 이만 역
- 소헤일라 고레스타니 : 나즈메 역
- 마사 로스타미 : 레즈반 역
- 세타레 말레키 : 사나 역

### 조연
- 니우샤 아크시 : 사다프 역
- 라자 아칼라게르 : 가데리 역
- 시바 오르두이에 : 파테메 역